# أنتوني سيهري
أنتوني سيهري (بالألمانية: Anthony Syhre)‏ (18 مارس 1995 ببرلين في ألمانيا - ) هو لاعب كرة قدم ألماني في مركز قلب الدفاع. شارك مع منتخب ألمانيا الوطني لكرة القدم تحت 15 سنة ‏ ومنتخب ألمانيا لكرة القدم تحت 18 سنة ومنتخب ألمانيا تحت 19 سنة لكرة القدم ومنتخب ألمانيا تحت 20 سنة لكرة القدم. أما مع النوادي، فقد لعب مع نادي هرتا برلين ونادي أوسنابروك وHertha BSC II ‏.

## وصلات خارجية
- أنتوني سيهري على موقع الاتحاد الأوربي (الإنجليزية)
- أنتوني سيهري على موقع قاعدة بيانات كرة القدم.إي يو (الإنجليزية)
- أنتوني سيهري على موقع Soccerway.com (الإنجليزية)
- أنتوني سيهري على موقع عالم كرة القدم.نت (الإنجليزية)
- أنتوني سيهري على موقع AS.com (الإسبانية)